# Jérôme Inzerillo
Jérôme Inzerillo (* 15. Februar 1990 in Marseille) ist ein ehemaliger französischer Tennisspieler. 2007 gewann er im Doppel die Juniorenausgabe der US Open.

## Karriere
Inzerillo spielte bis 2008 auf der ITF Junior Tour, in seinem letzten Jahr nahm er aber nur an wenigen Turnieren teil. Sein bestes Ergebnis im Einzel bei Grand-Slam-Turnieren war das Achtelfinale bei den French Open 2007. Bei seinem letzten Doppelturnier auf der Junior Tour, den US Open, gewann er mit seinem Landsmann Jonathan Eysseric das Turnier. Im Finale schlugen sie Grigor Dimitrow und Vasek Pospisil. In der Jugend-Rangliste erreichte er mit Rang 10 Anfang 2018 seine höchste Notierung.
Bei den Profis spielte Inzerillo ab 2006 Turniere auf der ITF Future Tour. 2007 war im Doppel das erste erfolgreiche Jahr, er erreichte vier Future-Endspiele, gewann zwei davon und beendete das Jahr auf Platz 593 der Weltrangliste. Im Einzel dauerte es bis 2009, dass er ein Jahr in den Top 1000 beendete, wenn auch er noch bei keinem Turnier das Halbfinale erreicht hatte. Das Jahr 2010 war für Inzerillo das erste, in dem er im Einzel und Doppel gute Ergebnisse erzielte. Die ersten zwei Halbfinale im Einzel standen vier Titeln im Doppel gegenüber. In letzterem zog er das erste Mal in die Top 450 ein. 2011 nutzte er eine von fünf Halbfinalteilnahmen zur erstmaligen Finalteilnahme im Einzel.
2012 spielte der Franzose die ersten Turniere auf der ATP Challenger Tour. Im Einzel erreichte er aus der Qualifikation heraus auf Anhieb das Viertelfinale, während er im Doppel schon 2010 in St. Rémy und 2012 in Mersin ein Match gewinnen konnte. Direkt nach dem Erfolg im Einzel und durch die ersten zwei gewonnenen Titel auf der Future Tour in dem Jahr sprang Inzerillo auf sein Karrierehoch von Platz 354. Im Doppel gewann er 2012 drei weitere Titel, rangierte aber wieder außerhalb der Top 500. Im Einzel war er nach diesem Jahr nicht wieder so erfolgreich, fiel kurzzeitig sogar aus dem Top 1000 und erreichte nur 2014 nochmal ein Future-Finale, das er zu seinem dritten und letzten Titel im Einzel konvertierte. Im Doppel erlebte er von 2014 bis 2015, in der er die letzten fünf Futures seiner Karriere im Doppel (14 insgesamt) gewann, seine erfolgreichste Zeit. In neun weiteren Finals war er unterlegen. Im Juni 2015 stand er auf seiner höchsten Position von 319, durch ausbleibenden Erfolg auf Challengers schaffte er keinen Sprung weiter nach vorne. 2017 und 2018 spielte er schon weniger Turniere, bevor er im September 2018 seine Karriere beendete.
Im Januar 2019 gab die Associated Press bekannt, dass Inzerillo und drei seiner Landsmänner bei einer Razzia gegen einen Spielmanipulationsring verhaftet worden waren. Anführer des Rings war Grigor Sargsyan, ein in Belgien lebender Armenier, der Spielern für Spielmanipulationen zwischen 500 und 3.000 Euro angeboten hatte. Er wurde in Belgien verhaftet.
Er wechselte zum Padel, wo er als einer der besten Franzosen mit seinem Land 2022 WM-Dritter wurde. In der Padel-Weltrangliste der International Padel Federation wurde er an Position 140 geführt.